# Let It Go (canción de Disney)
«Let It Go» —en España titulada como «¡Suéltalo!» y en Hispanoamérica como «Libre Soy»— es una canción de la película de animación de Disney Frozen, interpretada en su versión fílmica por la actriz y cantante estadounidense Idina Menzel en su rol vocal de la reina Elsa y en su versión pop por la cantante y actriz Demi Lovato y Tini  (version de américa latina). Compuesta inicialmente por la cantante y compositora Jenni Rivera, la canción fue tomada por Robert Lopez como el principal autor de la obra al no estar registrada. La escena de esta canción se sitúa tras la huida de la recién coronada reina Elsa por considerarse un peligro para el reino de Arendelle, puesto que posee poderes incontrolables de congelar todo lo que toca. Por esta razón decide cambiar su apariencia, formando su propio reino del cual ella, y solo ella, formará parte. De esta manera, podrá utilizar sus poderes sin miedo a hacer daño a nadie. 
«Let It Go» ganó el premio Óscar como mejor canción original en los premios de la Academia de 2014, donde Menzel la interpretó en vivo. Además, contó con una nominación en los premios Globo de Oro en la categoría de mejor canción original, pero perdió ante «Ordinary Love» de U2.
Recibió un buen rendimiento comercial, tanto la versión de Menzel como la de Lovato. «Let It Go» logró entrar en el top 10 de la lista Billboard Hot 100, siendo el primer tema de una película animada de Disney en alcanzar esto, desde que «Colors of the Wind» interpretada por Vanessa L. Williams de Pocahontas llegara al número 4. A nivel mundial, logró vender 10,9 millones de copias durante el 2014, siendo la quinta canción más vendida de ese año.

## Composición
El matrimonio formado por Robert Lopez y Kristen Anderson-Lopez son los compositores de la canción. Para la película, trataron de seleccionar diferentes géneros para crear así una banda sonora más cercana al predominio de los gustos musicales actuales. Tomando influencias de grandes composiciones como las de La Sirenita o La bella y la bestia, Lopez y Anderson-Lopez también se inspiraron en artistas como Adele y Lady Gaga.
Tras su composición, ambos compositores escogieron a Menzel como voz de esta canción, por la sencilla razón de ser una de las voces más poderosas del género musical y por ser considerada como uno de los grandes iconos de Broadway.

## Todas las versiones
Además de la versión en inglés, Disney Character Voices International apostó para que Frozen esté disponible en 42 idiomas y dialectos de todo el mundo, con 41 versiones de idiomas extranjeros de "Let It Go". Uno de los mayores desafíos era encontrar sopranos o mezzosopranos capaces de igualar la voz de Idina Menzel.
El 22 de enero de 2014, Disney lanzó una secuencia musical multi-idioma de "Let it Go", en la cual se incluyó 25 diferentes voces de actrices quienes interpretaban a Elsa en el rodaje de la película de su respectivo idioma. En la Junta General de Accionistas de la compañía de The Walt Disney Company en Portland, Oregón, el presidente y director ejecutivo Bob Iger elogió al equipo que hizo "un increíble trabajo para que Frozen permanezca verdaderamente en el mundo". Luego mostró el video entero Multi-idioma a los accionistas reunidos. Luego, el 31 de marzo de 2014, se lanzó el mismo video multi-idioma, solo que en esta ocasión se graba a las intérpretes del video "detrás del micrófono" grabando su versión de "Let it Go".
El 15 de abril de 2014, Walt Disney Records lanzó un álbum recopilatorio llamado "Let it Go: El Álbum Completo", con las 41 voces extranjeras cinematográficas de "Let it Go" en diferentes idiomas y 9 créditos finales.
"Let it go" también apareció en la famosa serie Glee. Fue interpretada por Lea Michele (en la serie Idina Menzel actuó como su madre). La versión fue esperada con ansia por muchos de los fanes de la serie. Fue recibida con bastantes críticas positivas.

### En otros idiomas
| Cantante(s)                                 | Título                                  | Traducción                       | Lenguaje            | Válido para                                          |
| ------------------------------------------- | --------------------------------------- | -------------------------------- | ------------------- | ---------------------------------------------------- |
| Antonela Çekixhi                            | "Jam e lirë"                            | "Soy libre"                      | Albanés             | Albania Kosovo                                       |
| Willemijn Verkaik                           | "Lass jetzt los"                        | "Déjalo ir"                      | Alemán              | Alemania Suiza Austria Luxemburgo Liechtenstein      |
| Nesma Mahgoub (نسمة محجوب)                  | "أطلقي سـركِ" ("Atlequy, Seraki")        | "Comparte tu secreto"            | Árabe               | Mundo árabe                                          |
| Надежда Панайотова (Nadezhda Panayotova)    | "Слагам край" ("Slagam kray")           | "Poner un final"                 | Búlgaro             | Bulgaria                                             |
| 白珍寶 (Baak Jan Bo; Jobelle Ubalde)        | "冰心鎖" ("Bing sam soh")               | "Corazón de hielo cerrado"       | Cantonés            | Hong Kong Macao                                      |
| Gisela                                      | "¡Suéltalo!"                            | "¡Suéltalo!"                     | Español europeo     | España Guinea Ecuatorial                             |
| Gisela                                      | "Vol Volar"                             | "Quiere Volar"                   | Catalán             | Andorra Cataluña Comunidad Valenciana Islas Baleares |
| Monika Absolonová                           | "Najednou"                              | "Repentinamente"                 | Checo               | República Checa                                      |
| 박혜나 (Hye Na Park)                        | "다 잊어" ("Da Ijeo") (película)        | "Olvidalo todo"                  | Coreano             | Corea del Sur                                        |
| Nataša Mirković                             | "Puštam sve"                            | "Estoy dejando que todo se vaya" | Croata              | Croacia                                              |
| Maria Lucia Heiberg Rosenberg               | "Lad Det Ske"                           | "Déjalo ser"                     | Danés               | Dinamarca                                            |
| Andrea Somorovská                           | "Von to dám"                            | "Lo daré"                        | Eslovaco            | Eslovaquia                                           |
| Nuška Drašček Rojko                         | "Zaživim"                               | "Estoy vivo"                     | Esloveno            | Eslovenia                                            |
| Carmen Sarahí                               | "Libre Soy"                             | "Libre Soy"                      | Español de América  | Hispanoamérica Estados Unidos Guinea Ecuatorial      |
| Hanna-Liina Võsa                            | "Olgu nii"                              | "Que así sea"                    | Estonio             | Estonia                                              |
| Katja Sirkiä                                | "Taakse jää"                            | "Dejado atrás"                   | Finlandés           | Finlandia                                            |
| Anaïs Delva                                 | "Libérée, Délivrée"                     | "Liberada, librada"              | Francés             | Francia Quebec Bélgica Suiza                         |
| Σία Κοσκινά (Sía Koskiná)                   | "Και ξεχνώ" ("Kai xechnó̱")              | "Y olvidar"                      | Griego              | Grecia Chipre                                        |
| מונה מור (Mona Mor)                         | "לעזוב" ("La'azov")                     | "Licencia"                       | Hebreo              | Israel y entre el Pueblo Judío                       |
| Sunidhi Chauhan                             | "Fanaa Ho"                              | "Se Destruida"                   | Hindú               | India                                                |
| Nikolett Füredi                             | "Legyen hó!"                            | "¡Deja que nieve!"               | Húngaro             | Hungría                                              |
| Mikha Sherly Marpaung                       | "Lepaskan"                              | "Déjalo ir"                      | Indonesio           | Indonesia                                            |
| Idina Menzel                                | "Let it Go"                             | "Déjalo ir"                      | Inglés              | Mundo británico y Estados Unidos                     |
| Ágústa Eva Erlendsdóttir                    | "Þetta er nóg"                          | "Esto es suficiente"             | Islandés            | Islandia                                             |
| Serena Autieri (película)                   | "All'alba Sorgerò"                      | "Al amanecer me levantaré"       | Italiano            | Italia Ciudad del Vaticano San Marino Malta Suiza    |
| Takako Matsu (松 たか子 Matsu Takako?)      | "Ari no Mama de" (ありのままで?)        | "Como están las cosas"           | Japonés             | Japón Palaos                                         |
| Dikky An                                    | Bumitaw                                 | Déjalo ir                        | Tagalog             | Filipinas                                            |
| Jolanta Strikaite                           | "Lai nu snieg"                          | "Deja que nieve"                 | Letón               | Letonia                                              |
| Girmantė Vaitkutė                           | "Tebūnie"                               | "Deja que sea"                   | Lituano             | Lituania                                             |
| Marsha Milan Londoh                         | "Bebaskan"                              | "Libéralo"                       | Malayo              | Malasia Brunéi Singapur                              |
| 胡维纳 (Weina "Jalane" Hu)                  | "随它吧" ("Suí tā ba")                  | "Déjalo ir"                      | Mandarín            | China Singapur                                       |
| 林芯儀 (Lin Hsin Yi; Shennio Lin)           | "放開手" ("Fàng kāi shǒu")              | "Déjalo ir"                      | Mandarín taiwanés   | Taiwán                                               |
| Elke Buyle                                  | "Laat het los"                          | "Déjalo ir"                      | Neerlandés          | Bélgica                                              |
| Willemijn Verkaik                           | "Laat het los"                          | "Déjalo ir"                      | Neerlandés          | Países Bajos Surinam                                 |
| Lisa Stokke                                 | "La Den Gå"                             | "Déjalo ir"                      | Noruego             | Noruega                                              |
| Katarzyna Łaska                             | "Mam tę moc"                            | "Tengo este poder"               | Polaco              | Polonia                                              |
| Ana Margarida Encarnação                    | "Já Passou"                             | "Ya pasó"                        | Portugués europeo   | Portugal                                             |
| Taryn Szpilman                              | "Livre Estou"                           | "Libre soy"                      | Portugués brasilero | Brasil                                               |
| Dalma Kovács                                | "S-a întâmplat"                         | "Ocurrió"                        | Rumano              | Rumania Moldavia                                     |
| Анна Бутурлина (Anna Buturlina)             | "Отпусти и забудь" ("Otpusti i zabud'") | "Dejar ir y olvidar"             | Ruso                | Rusia Ucrania Moldavia Bielorrusia                   |
| Јелена Гавриловић (Jelena Gavrilović)       | "Сад је крај" ("Sad je kraj")           | "Ya se terminó"                  | Serbio              | Serbia Montenegro                                    |
| Annika Herlitz                              | "Slå Dig Fri"                           | "Batir a ti mismo libre"         | Sueco               | Suecia Finlandia                                     |
| แก้ม วิชญาณี เปียกลิ่น (Khun Vichayanee Pearklin) | "ปล่อยมันไป" ("Ploy-mon-pai")             | "Déjalo ir"                      | Tailandés           | Tailandia                                            |
| Begüm Günceler                              | "Aldırma"                               | "No importa"                     | Turco               | Turquía Chipre                                       |
| Шаніс (Shanis)                              | "Все одно" ("Vse odno")                 | "Todo uno"                       | Ucraniano           | Ucrania                                              |
| Dương Hoàng Yến                             | "Hãy bước đi"                           | "Vamos"                          | Vietnamita          | Vietnam                                              |

## Versiones "Let It Go" pop
| Cantante(s)                                                     | Título                                  | Traducción              | Lenguaje                     | Válido para                      |
| --------------------------------------------------------------- | --------------------------------------- | ----------------------- | ---------------------------- | -------------------------------- |
| Demi Lovato                                                     | "Let it go"                             | "Déjalo ir"             | Inglés                       | Mundo británico y Estados Unidos |
| Tini                                                            | "Libre soy"                             | "Libre soy"             | Español                      | Hispanoamérica                   |
| Tini                                                            | "All'alba Sorgerò"                      | "Surgiré al amanecer"   | Italiano                     | Italia                           |
| Hyolyn                                                          | "Let it go"                             | "Déjalo ir"             | Coreano con frases en Inglés | Corea del Sur                    |
| Anggun, Chilla Kiana, Regina Ivanova, Nowela y Cindy Bernadette | "Lepaskan"                              | "Quítatelo"             | Indonesio                    | Indonesia                        |
| May J.                                                          | ""Ari no Mama de" (ありのままで?)"      | "Como soy"              | Japonés                      | Japón                            |
| Anaïs Delva                                                     | "Libérée, délivrée"                     | "Liberada, lanzada"     | Francés                      | Francia Quebec                   |
| Yao Beina                                                       | "随它吧" ("Suí tā ba")                  | "Déjalo ser"            | Mandarín                     | China Singapur                   |
| Marsha Milan Londoh                                             | "Bebaskan"                              | "Liberarlo"             | Malayo                       | Malasia Singapur                 |
| Julia Dovganishina                                              | "Отпусти и забудь" ("Otpusti i zabud'") | "Deja salir y Olvídalo" | Ruso                         | Rusia Bielorrusia Ucrania        |
| Carina Leitão                                                   | "Já Passou"                             | "Ya pasó"               | Portugués europeo            | Portugal                         |

## Versiones creadas por fanes no en la película
| Cantante(s)              | Título                                      | Traducción                 | Lenguaje                      | Válido para                           |
| ------------------------ | ------------------------------------------- | -------------------------- | ----------------------------- | ------------------------------------- |
| Lara Loft                | "Lass jetzt los"                            | "Déjalo ir"                | Alemán                        | Alemania Austria                      |
| Juliza Jester            | "ছেড়ে দাও" (Chēṛē dā'ō)                        | "Déjalo ir"                | Bengalí                       | Bangladés                             |
| Ĵusteno                  | "Lasu ĝin"                                  | "Dejalo"                   | Esperanto                     | Mundial, en idioma Esperanto          |
| Sirene Ko                | "Deixao ir"                                 | "Déjalo ir"                | Gallego                       | Galicia                               |
| Aleksandra Radevich      | "Не трымай і забудзь (Ne trimay i zabudz')" | "No te detengas y olvides" | Bielorruso                    | Bielorrusia                           |
| Nara Mālia Cardenas      | "Ho'oku'u"                                  | "Lanzamiento"              | Hawaiiano                     | Hawái                                 |
| Priya Vedula             | "जाने दो" (Jānē dō)                            | "Déjalo ir"                | Hindi                         | India Nepal Fiyi                      |
| Min Chan                 | "Biarkan"                                   | "Dejalo"                   | Indonesio                     | Indonesia Timor Oriental              |
| Ivette                   | "Libera"                                    | "Libre"                    | Latín                         | Ciudad del Vaticano San Marino Italia |
| Zizi Zoloo               | "Let it go"                                 | "Déjalo ir"                | Mongol con palabras en inglés | Mongolia China                        |
| سوده فکری (Soodeh Fekri) | "اجازه رفتن"                                | "Déjalo ir"                | Persa                         | Irán Afganistán Tayikistán            |
| Grace Theline            | "Pék Waé"                                   | "Déjalo ir"                | Sundanés                      | Indonesia                             |
| Dikky An                 | "Bumitaw"                                   | "Déjalo ir"                | Tagalo                        | Filipinas Indonesia                   |
| Gantha Ganesh            | "விட்டு கொடுக்க" ("Viṭṭu koṭukka")                | "Darse por vencido"        | Tamil                         | Sri Lanka India                       |
| Temma Schaechter         | "Loz Aroyn"                                 | "Déjalo ir"                | Yidis                         | Israel Rusia                          |
| Scarlett Payten          | "Forget the past"                           | "Olvidar el pasado"        | Inglés australiano            | Australia                             |
| Marsha Yaduka            | "Mi ta liber"                               | "Soy libre"                | Papiamento                    | Aruba Curazao Bonaire                 |

## Posicionamiento en listas

### Versión deIdina Menzel

#### Semanales
| País              | Lista                     | Mejor posición |
| 2013 - 2014       | 2013 - 2014               | 2013 - 2014    |
| ----------------- | ------------------------- | -------------- |
| Australia         | Australian Top 50 Singles | 16             |
| Austria           | Ö3 Austria Top 75         | 74             |
| Bélgica (Flandes) | Ultratip 100 Singles      | 55             |
| Canadá            | Canadian Hot 100          | 18             |
| Corea del Sur     | Gaon Download Chart       | 1              |
| Dinamarca         | Tracklisten Top 40        | 34             |
| Escocia           | Scottish Top 40 Singles   | 10             |
| Estados Unidos    | Billboard Hot 100         | 5              |
| Estados Unidos    | Digital Songs             | 3              |
| Estados Unidos    | Adult Pop Songs           | 20             |
| Estados Unidos    | Dance/Club Play Songs     | 1              |
| Estados Unidos    | Adult Contemporary        | 9              |
| Irlanda           | Irish Singles Chart       | 7              |
| Japón             | Japan Hot 100             | 4              |
| Nueva Zelanda     | NZ Top 40 Singles         | 31             |
| Países Bajos      | Dutch Singles Chart       | 67             |
| Reino Unido       | UK Singles Chart          | 11             |
| Suecia            | Swedish Singles Chart     | 15             |

## Certificaciones
| País           | Organismo certificador | Certificación | Simbolización | Ventas    | Ref.                 |
| -------------- | ---------------------- | ------------- | ------------- | --------- | -------------------- |
| Australia      | ARIA                   | 4× Platino    | 4▲            | 280 000   | [ 53 ]               |
| Canadá         | Music Canada           | 2× Platino    | 2▲            | 160 000   | [ 54 ]               |
| Corea del Sur  | Gaon                   | —             | —             | 1 737 107 | [ 55 ] [ 56 ] [ 57 ] |
| Estados Unidos | RIAA                   | 8× Platino    | 8▲            | 3 500 000 | [ 58 ]               |
| Japón          | RIAJ                   | Platino       | ▲             | 250 000   | [ 59 ]               |
| Nueva Zelanda  | RMNZ                   | Oro           | ●             | 7500      | [ 60 ]               |
| Reino Unido    | BPI                    | Platino       | ▲             | 1 186 000 | [ 61 ]               |

### Versión deDemi Lovato

#### Semanales
| País              | Lista                     | Mejor posición |
| 2013 - 2014       | 2013 - 2014               | 2013 - 2014    |
| ----------------- | ------------------------- | -------------- |
| Alemania          | German Singles Chart      | 65             |
| Australia         | Australian Top 50 Singles | 25             |
| Austria           | Ö3 Austria Top 75         | 31             |
| Bélgica (Flandes) | Ultratop 50               | 15             |
| Bélgica (Valonia) | Ultratip 100 Singles      | 21             |
| Brasil            | ABPD                      | 31             |
| Canadá            | Canadian Hot 100          | 31             |
| Corea del Sur     | Gaon Download Chart       | 44             |
| Dinamarca         | Tracklisten Top 40        | 26             |
| Escocia           | Scottish Top 40 Singles   | 32             |
| Estados Unidos    | Billboard Hot 100         | 38             |
| Estados Unidos    | Digital Songs             | 25             |
| Francia           | French Singles Chart      | 131            |
| Irlanda           | Irish Singles Chart       | 34             |
| Japón             | Japan Hot 100             | 51             |
| Nueva Zelanda     | RMNZ Singles Top 40       | 13             |
| Países Bajos      | Dutch Singles Chart       | 70             |
| Reino Unido       | UK Singles Chart          | 42             |
| Suecia            | Swedish Singles Chart     | 25             |
| Suiza             | Swiss Singles Chart       | 60             |

#### Certificaciones
| País           | Organismo certificador | Certificación   | Simbolización | Ventas    | Ref.   |
| -------------- | ---------------------- | --------------- | ------------- | --------- | ------ |
| Australia      | ARIA                   | Platino         | ▲             | 70 000    | [ 53 ] |
| Bélgica        | BEA                    | Oro             | ●             | 15 000    | [ 82 ] |
| Canadá         | Music Canada           | Platino         | ▲             | 80 000    | [ 54 ] |
| Dinamarca      | IFPI Dinamarca         | Oro (streaming) | ●             | 15 000    | [ 83 ] |
| Estados Unidos | RIAA                   | 2× Platino      | 2▲            | 2 000 000 | [ 58 ] |
| Italia         | FIMI                   | Oro             | ●             | 25 000    | [ 84 ] |
| Japón          | RIAJ                   | Oro             | ●             | 100 000   | [ 85 ] |
| Noruega        | IFPI — Noruega         | Oro             | ●             | 30 000    | [ 86 ] |
| Nueva Zelanda  | RMNZ                   | Platino         | ▲             | 15 000    | [ 87 ] |
| Suecia         | GLF                    | Platino         | ▲             | 40 000    | [ 88 ] |
| Reino Unido    | BPI                    | Oro             | ●             | 400 000   | [ 89 ] |

## Premios
| Premios                             | Categoría                                                 | Resultado | Ref.   |
| ----------------------------------- | --------------------------------------------------------- | --------- | ------ |
| Premios Óscar                       | Mejor canción original                                    | Ganadora  | [ 90 ] |
| Grammy's                            | Mejor canción escrita para medios visuales                | Ganadora  | [ 91 ] |
| Globo de Oro                        | Mejor canción original                                    | Nominada  | [ 92 ] |
| Critics 'Choice Awards              | Mejor canción                                             | Ganadora  | [ 93 ] |
| Phoenix Film Critics Society Awards | Mejor canción original                                    | Ganadora  | [ 94 ] |
| Denver Film Critics Society Awards  | Mejor canción original                                    | Ganadora  | [ 95 ] |
| Satellite Awards                    | Mejor canción original                                    | Nominado  | [ 96 ] |
| Radio Disney Music Awards           | Canción favorita de una película o programa de televisión | Ganadora  | [ 97 ] |

### Recepción de la crítica
«Let It Go» obtuvo gran aclamación ante la crítica. Periodistas acérrimos al mundo de Broadway asemejaron la técnica de la canción con la del tema principal de Wicked, Defying Gravity. Muchos críticos afirman que es el mejor tema de la banda sonora, alabándolo y considerándolo un "himno de liberación" perfecto.
La canción ha obtenido numerosas nominaciones de gran relevancia, como el Óscar y el Globo de Oro en dicha categoría. De estas nominaciones, ganó el Óscar a mejor canción original del año 2014.

## Sucesiones
| Predecesor: Skyfall de Skyfall | Óscar a la mejor canción original 2013 | Sucesor: Glory de Selma |

- Datos: Q15282326